# Calaverite
La calaverite è un minerale, un tellururo di oro.
Il nome deriva dalla Calaveras County, in California, dove fu scoperta.

## Abito cristallino
I cristalli sono prismatici, fortemente striati, sottili, sfaccettati, aghiformi, geminati; in pratica è una modificazione monoclina della krennerite

## Origine e giacitura
La genesi è idrotermale di bassa temperatura, ma si trova in depositi anche di media ed alta temperatura. Inoltre, il minerale si trova in alcune miniere aurifere, assoaciata ad oro nativo e ad altri tellururi. Ha paragenesi con oro, silvanite e altri tellururi.

## Forma in cui si presenta in natura
Raramente in cristalli prismatici, fortemente striati, più spesso in aggregati granulari.

## Caratteri fisico-chimici
Decomposto da acqua regia, con separazione di AgCl, e da H2SO4 concentrato. Distinguibile da altri tellururi solo in base a reazioni chimiche.
Peso molecolare = 452, 17 grammomolecole
Composizione chimica:
- Tellurio: 56,44 %
- Oro: 43,56 %

Indice bosoni: 0,96
Indice fermioni: 0,04
Indici di fotoelettricità:
- PE: 945,97 barn/elettroni
- ρ densità elettroni: 7174,61 barn/cc

GRapi = 0 (non radioattivo)

## Località di ritrovamento

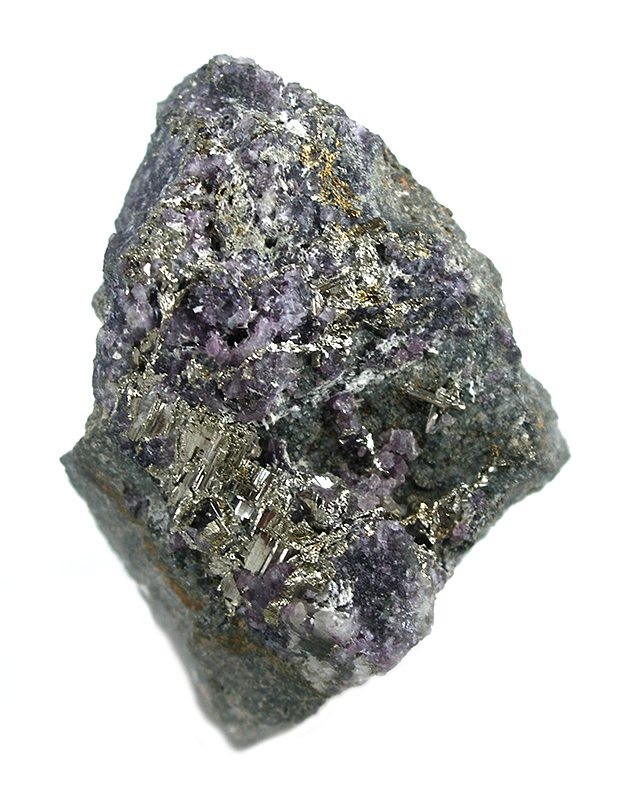
Campione di calaverite con fluorite

- Nelle Americhe: a Cripple Creek in Colorado associato a calcedonio, fluorite, celestina e piccole quantità di pirite, antimonite ed altri solfuri, in altri casi, nel Colorado il minerale è diffuso in vari giacimenti auriferi; nelle miniere di Melones e Stanislaus presso Carson Hill nella Calaveras County, in California (USA); nel Kirkland Lake e nel Boston Creek nell'Ontario (Canada);[3]
- Resto del mondo; a Kalgoorlie (Australia) associata ad oro nativo ed altri tellururi tra cui altaite, coloradoite e krennerite; ad Antamok nelle Filippine. Delle altre località in cui si trova la calaverite si trovano in Romania e nell'ex Unione Sovietica.[3]

## Utilizzi
È un minerale utile per l'estrazione di oro.

## Bibliografia

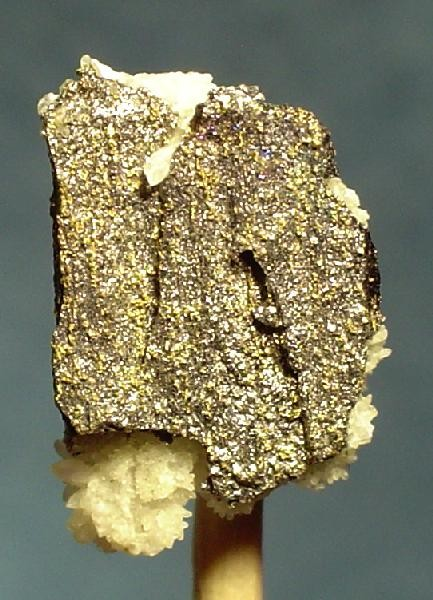
Campione di calaverite con melonite